# 雷甸镇
雷甸镇是中华人民共和国浙江省湖州市德清县下辖的一个镇。

## 行政区划
雷甸镇下辖以下村级行政区划单位：
中兴社区、雷甸水产社区、雷甸村、下高桥村、东新村、杨墩村、塘北村、光辉村、和平村、新利村、解放村和双溪村。